# 第三次印パ戦争
第三次印パ戦争（だいさんじいんぱせんそう）は、インドとパキスタンの間で1971年12月に行われた戦争。東パキスタン独立運動（バングラデシュ独立戦争）に介入したインドとパキスタン両軍が衝突したが、東パキスタンはバングラデシュとして独立した。1972年7月には、シムラー協定でパキスタンもバングラデシュ独立を承認した。

## 関連作品
映画
- デザート・フォース（1997年、インド）
- インパクト・クラッシュ（2017年、インド）